# Adolfo Nef
Adolfo Nef Sanhueza (Lota, Chile, 18 de enero de 1946) es un exfutbolista profesional y político chileno. Jugaba de portero, desarrollando la mayor parte de su carrera en Universidad de Chile y Colo-Colo con ocho temporadas en cada uno.
Fue uno de los arqueros más sólidos que tuvo el fútbol chileno. No sólo porque defendió el arco de la Selección de Chile por más de diez años, sino que también es uno de los once jugadores que jugó en los tres súper grandes del fútbol chileno: Colo Colo, Universidad de Chile y Universidad Católica. Con Colo Colo disputó la final de la Copa Libertadores de América en 1973. 
Con 625 presencias, Adolfo Nef es el jugador que más encuentros oficiales de Primera División ha disputado en la historia del fútbol profesional chileno. Ejerció como concejal independiente (pro-PRSD) por la comuna de San Miguel, desde 2008 hasta 2012.

## Trayectoria
Adolfo Nef comenzó su carrera defendiendo a Lota en el Regional del Sur en 1963. El equipo no tenía jugadores y debió apelar a las divisiones menores. Su gran campaña en Lota le permitió llegar a Universidad de Chile donde hizo su debut profesional en 1965, fue parte del histórico plantel conocido como "Ballet Azul", donde ganó 3 campeonatos y además fue elegido en 1969 como el mejor deportista del año. 
Tras su paso por Universidad de Chile Adolfo Nef emigró a su archirrival; Colo-Colo, a principios de 1973, donde era conocido como "Colo Colo'73" que haría historia al llegar a la final de la Copa Libertadores de ese año, donde de manera polémica perdió el título frente al equipo argentino de Independiente de Avellaneda, con los albos ganaría la Copa Chile en 1974 y el Torneo de Primera División en 1979, dejando el club en 1980. Sus últimas actuaciones las tuvo en Universidad Católica (1981), Magallanes (1982-1987) y en San Luis de Quillota (1987), su último club.
En 1973, además fundó un equipo de fútbol amateur llamado club deportivo Adolfo Nef Sanhueza en la comuna de Peñalolén.

### Actividades posteriores
Tras retirarse del fútbol, tuvo un paso por la política, siendo concejal de San Miguel, Área Metropolitana al obtener el 4,35% de los votos, como independiente, dentro del cupo del Partido Radical Social Demócrata (PRSD), periodo 2008-2012. Como miembro del concejo municipal fue parte de la comisión de deportes de la cual fue su presidente.
Buscó la reelección en las elecciones de 2012, pero fue derrotado por su compañero de lista David Navarro, a pesar de que obtuvo la sexta mayoría a nivel comunal (4,41 %) no pudo ser reelecto debido a que el sistema electoral castiga a los pactos o subpactos poco votados.

### Vida personal
Su hija Nicole, se encuentra casada con Rodrigo Delgado, quien fue ministro del Interior y anteriormente alcalde de Estación Central.

## Selección nacional
Con la Selección nacional de fútbol de Chile clasificó al Mundial Alemania 1974 donde no pudo jugar, además disputó tres eliminatorias.

### Participaciones en Copas del Mundo
| Mundial           | Sede                | Resultado    |
| ----------------- | ------------------- | ------------ |
| Copa Mundial 1974 | Alemania Occidental | Primera fase |

## Clubes
| Club                 | País  | Año       |
| -------------------- | ----- | --------- |
| Lota Schwager        | Chile | 1963-1964 |
| Universidad de Chile | Chile | 1965-1972 |
| Colo-Colo            | Chile | 1973-1980 |
| Universidad Católica | Chile | 1981      |
| Magallanes           | Chile | 1982-1987 |
| San Luis             | Chile | 1987      |

## Palmarés

### Títulos locales
| Título               | Club                 | País  | Año  |
| -------------------- | -------------------- | ----- | ---- |
| Torneo Metropolitano | Universidad de Chile | Chile | 1968 |
| Torneo Metropolitano | Universidad de Chile | Chile | 1969 |

### Títulos nacionales
| Título                   | Club                 | País  | Año  |
| ------------------------ | -------------------- | ----- | ---- |
| Primera División         | Universidad de Chile | Chile | 1965 |
| Primera División         | Universidad de Chile | Chile | 1967 |
| Copa Francisco Candelori | Universidad de Chile | Chile | 1969 |
| Primera División         | Universidad de Chile | Chile | 1969 |
| Copa Chile               | Colo Colo            | Chile | 1974 |
| Primera División         | Colo Colo            | Chile | 1979 |

### Distinciones individuales
| Distinción                                                                            | Año       |
| ------------------------------------------------------------------------------------- | --------- |
| Cóndor de Bronce al mejor deportista del fútbol profesional                           | 1968      |
| Cóndor de Bronce al mejor deportista del fútbol profesional                           | 1969      |
| Jugador con más partidos en la historia de la Primera División Chilena (625 partidos) | 1965-1986 |

## Historial electoral

### Elecciones municipales de 2008
- Elecciones municipales de 2008, para el concejo municipal de San Miguel[4]

(Se consideran solamente a los candidatos con sobre el 3% de votos y candidatos electos como concejales de un total de 27 candidatos)
| Candidato                   | Pacto                    | Partido | Votos | %     | Resultado |
| --------------------------- | ------------------------ | ------- | ----- | ----- | --------- |
| Francia Palestro Contreras  | Concertación Democrática | PS      | 5628  | 13,91 | Concejala |
| Rodrigo Barrientos Nunes    | Alianza                  | RN      | 4907  | 12,13 | Concejal  |
| Rodrigo González Cerón      | Alianza                  | UDI     | 4387  | 10,84 | Concejal  |
| Luis Sanhueza Bravo         | Alianza                  | RN      | 2838  | 7,01  | Concejal  |
| Patricia Núñez Mañan        | Concertación Democrática | PDC     | 2814  | 6,96  |           |
| Carlos García Ponce         | Concertación Democrática | PS      | 1957  | 4,84  | Concejal  |
| Erika Martínez Osorio       | Juntos Podemos Más       | PC      | 1922  | 4,75  |           |
| María Cristina Teixido Oliú | Alianza                  | UDI     | 1897  | 4,69  |           |
| Viviana Matus Rodríguez     | Alianza                  | UDI     | 1850  | 4,57  |           |
| Adolfo Nef Sanhueza         | Concertación Progresista | ILF     | 1761  | 4,35  | Concejal  |
| Gloria Arancibia Farías     | Concertación Progresista | PPD     | 1281  | 3,17  |           |
| Ernesto Balcazar Gamboa     | Concertación Democrática | PS      | 1219  | 3,01  |           |

### Elecciones municipales de 2012
- Elecciones municipales de 2012, para el concejo municipal de San Miguel[5]

(Se consideran solamente a los candidatos con sobre el 2% de votos y candidatos electos como concejales de un total de 39 candidatos)
| Candidato                  | Pacto                    | Partido | Votos | %     | Resultado                            |
| -------------------------- | ------------------------ | ------- | ----- | ----- | ------------------------------------ |
| Francia Palestro Contreras | Concertación Democrática | PS      | 6458  | 20,20 | Concejala                            |
| Luis Sanhueza Bravo        | Coalición                | RN      | 2557  | 7,99  | Concejal                             |
| Erika Martínez Osorio      | Por un Chile justo       | PC      | 2069  | 6,47  | Concejala                            |
| Carolina Onofri Salinas    | Coalición                | RN      | 1907  | 5,96  | Concejala                            |
| David Navarro Carachi      | Por un Chile justo       | PRSD    | 1589  | 4,97  | Concejal                             |
| Adolfo Nef Sanhueza        | Por un Chile justo       | PRSD    | 1413  | 4,41  |                                      |
| Felipe Von Unger Valdés    | Coalición                | UDI     | 1335  | 4,17  | Concejal (Renuncia)                  |
| Rodrigo Iturra Becerra     | Concertación Democrática | PDC     | 1263  | 3,95  | Concejal                             |
| Emilio Kúsar Gómez         | Por un Chile justo       | PC      | 1215  | 3,80  |                                      |
| Cristóbal Saavedra Alarcón | Coalición                | RN      | 1205  | 3,76  |                                      |
| Vidiana Aguirre Molina     | Coalición                | UDI     | 922   | 2,88  | Concejala (Reemplaza a F. Von Unger) |
| Norma Cabezas Torres       | Concertación Democrática | PDC     | 836   | 2,61  |                                      |
| Betzabé Moya Cabello       | Por un Chile justo       | PC      | 825   | 2,58  |                                      |
| Matías Freire Vallejos     | Más Humanos              | PH      | 782   | 2,44  |                                      |
| Maximiliano Mellado Silva  | Coalición                | RN      | 780   | 2,43  |                                      |
| Ernesto Balcazar Gamboa    | Concertación Democrática | PS      | 765   | 2,39  | Concejal                             |
| Juan Carlos González Más   | Coalición                | UDI     | 673   | 2,10  |                                      |